# Federal Corporation
Federal Corporation (??, произносится Федерэл корпорейшн) — тайваньский производитель автомобильных покрышек со штаб-квартирой в городе Чжунли уезда Таоюань. На сегодняшний день корпорация управляет Federal Group, которая включает в себя подразделения, занимающиеся маркетинговыми исследованиями, недвижимостью, а также две производственные площадки: первоначальный завод в Чжунли и 100 % принадлежащий компании завод в Китае, провинция Цзянси, Наньчан (приобретен в 1997 году).
Компания выпускает продукцию под двумя основными торговыми марками — Federal (Федерал) и Hero. При этом, Federal более ориентирован на международный рынок (только 10 % идет для внутреннего тайваньского спроса), а Hero — больше на внутренний рынок материкового Китая.

## История компании

Главное офисное здание Корпорации Федерал

- Корпорация Federal была основана в г. Чжунли, Тайвань в 1954 году как производитель резиноизделий, первая покрышка была произведена в 1958 году, а экспортирована в 1965 году.
- В 1960 году началось технологическое сотрудничество с японским производителем покрышек Bridgestone, которое продолжалось порядка 20 лет, после чего в 1981 году Федерал переключилась на сотрудничество с другим японским производителем — Sumitomo Rubber Industries, которая на сегодняшний день владеет 25 % Dunlop Tyres.
- Первая покрышка радиального типа для легковых автомобилей была произведена компанией в 1978 году. Уже в следующем году компания проводит первичное публичное предложение акций на Тайваньской Фондовой Бирже, значительно увеличивая оборотный капитал.
- Шины Federal получили Награду поставщика высшей категории качества (Quality A Supplier Award) в 1986 году и награду FORD Q1 Award в 1990-м от американского автомобилестроителя Форд, а также Награду за вклад в развитие проекта Опель Астра от Дженерал Моторс/Опель в 1990-м и Знак качества от Хонда в 1993-м.
- Federal создал сеть дистрибьюторов по всему миру с более чем ста региональными/национальными представителями более чем в 70-ти странах и продолжает развитие и расширение этой сети.
- Федерал является первой шинной компанией на Тайване, обладающей технологическими возможностями и опытом производства покрышек для автоспорта — первый тайваньский слик был произведен компанией Federal Tyres.

## Шины Federal
Federal — флагманский бренд корпорации. Он достаточно широко известен по миру, в особенности, в США, Великобритании и Австралии. Покрышки для легковых автомобилей под торговой маркой Federal предлагаются в довольно широком ассортименте.
Спектр производимых автомобильных шин делится на несколько групп: спорт-ориентированная продукция Federal Motorsports — в частности:
- серия 595 и её деривативы, включающие в себя шины с ультра-высокими рабочими характеристиками UHP до 22", именно шины серии 595 завоевали популярность среди энтузиастов от автоспорта — в дрифтинге и кольцевых состязаниях.
- Туринговая комфорт серия Formoza с посадочными диаметрами от 13 до 20".
- Зимняя серия Winter Sports Himalaya.
- Серия для внедорожников Couragia с размерным рядом от 15 до 24".

Особняком стоят спортивные шины FZ, рассчитанные на применение в различных видах автоспорта: от ралли и кольцевых гонок до клубных состязаний. Некоторые модели, как например FZ-201, признаны Австралийской конфедерацией автоспорта (Confederation of Australian Motor Sport), шина поставляется для различных чемпионатов в Австралию и в Малайзию.
В 2009 году Federal заключил контракты и проводит дальнейшие переговоры о поставках шинных комплектов на заводы BYD Auto (в который в начале 2009 года инвестировал Уоррен Баффет) и JMC Landwind, уже известные российскому потребителю. Шинами Federal SS657 будут комплектоваться 3 модели этих заводов — BYD F0, BYD F3 1.5L и седан JMC S-drive.

## Hero Tires
Бренд Hero существует уже более 50 лет, и является достаточно известным в материковом Китае. Поэтому продукция Hero в первую очередь ориентирована на китайский внутренний рынок.
- Серия Ultra High Performance пока что имеет только одну модель в ряду — Milanza, 
разработанную с применением гоночных технологий для самых требовательных машин и водителей.
- Серия «Touring» ориентирована на спокойную и комфортную езду на седанах различного класса.
- Серия для внедорожников представлена шинами Dynastorm A/T и Dynastorm H/T.

## Маркетинг
Корпорация Федерал активно занимается продвижением и развитием дрифта и автомобильных спортивных соревнований по всему миру, в частности в США, Австралии, Японии, Англии, Европе. Компания оказывает поддержку многим гоночным командам.
В 2009 году компания оказала спонсорскую поддержку Тимофею Кошарному и команды CHE_Drift из Санкт-Петербурга, который завоевал первое место на подиуме Формула Дрифт 2009 в России. Также поддержка была оказана двум спортсменам из Москвы: Сергею Сорвиголова Зайцеву и Василию Спарко Семенову. Последний занял 6-ю позицию в общем зачете Про Формулы Дрифт 2009. Также помощь была оказана дрифтеру из Приморья Денису Ингалычеву.
В 2009 году Федерал сотрудничал с венгерским дрифтером Адамом Кереньи (Adam Kernyi), который сумел завоевать первые места как в венгерском чемпионате по дрифту, так и в дрифт-сериях КОЕ (King Of Europe).
Также Федерал продолжает оказывать поддержку британской команде Driftworks, члены которой добились выдающихся результатов в европейских чемпионатах в 2009 году (Phil Morrison занял второе место в European Drift Championship, Dan Chapman — показывает достойные результаты в свой первый год участия в британском чемпионате JDM Allstars). Также Федерал оказал поддержку серии чемпионатов Nippon Challenge в Великобритании.
Компания активно участвует в выставках по всему миру: SEMA, МИМС, Essen Reifen, Autopromotec, Equip Auto, и другие.